# Równina Charzykowska
Równina Charzykowska (314.67) – mezoregion fizycznogeograficzny w północnej Polsce, zaliczany ze względu na typ mezoregionów do sandrów w granicach ostatniego zlodowacenia z jeziorami w regionie nizin i obniżeń.

## Środowisko przyrodnicze
Mezoregion sąsiaduje od północy z Pojezierzem Bytowskim, od wschodu z mezoregionem Borów Tucholskich, od południa z Pojezierzem Krajeńskim i od zachodu z Doliną Gwdy. Obejmuje obszar około 2100 km² równiny sandrowej w górnym dorzeczu Brdy.
Na równinie zlokalizowanych jest wiele jezior, których wody wypełniają przysypane piaskami lodowcowymi zagłębienia, będące efektem topnienia brył martwego lodu. Największym jest Jezioro Charzykowskie o powierzchni 13,6 km² i głębokości dochodzącej do 30,5 m.
Równina jest silnie zalesiona, duża część jej lasów należy do kompleksu Borów Tucholskich. Wokół Jeziora Charzykowskiego utworzono Zaborski Park Krajobrazowy. W granicach mezoregionu utworzono rezerwaty przyrody, m.in.: Ostrów Trzebielski, Bagnisko Niedźwiady, Osiedle Kormoranów.